# A-Yo
A-Yo is een single van Method Man en Redman, van het album Blackout! 2. Rapper Saukrates heeft ook een couplet in dit nummer. Het nummer lekte drie weken voor de releasedatum het internet op. De videoclip voor het nummer werd uitgebracht op 9 april 2009. Samples van "Magic Mona" by Phyllis Hyman worden gebruikt in dit nummer.

## Hitlijsten
| Hitlijst (2009)                                 | Hoogste positie |
| ----------------------------------------------- | --------------- |
| VS Billboard Bubbling Under R&B/Hip-Hop Singles | 13              |